# Xã New Castle, Quận Schuylkill, Pennsylvania
Xã New Castle (tiếng Anh: New Castle Township) là một xã thuộc quận Schuylkill, tiểu bang Pennsylvania, Hoa Kỳ. Năm 2010, dân số của xã này là 414 người.